# Nicholas Sekunda
Nicholas Victor Sekunda (Mansfield, 5 novembre 1953) è un grecista, archeologo e storico polacco, professore associato presso l'università di Danzica, Capo del Dipartimento di Archeologia dell'antichità; le sue ricerche riguardano principalmente la storia militare dell'antica Grecia e della Persia e la storia di Creta in epoca ellenistica.

## Biografia
Sekunda nacque nel 1953 a Mansfield, Nottinghamshire, Regno Unito; suo padre era polacco. Studiò storia antica e archeologia all'Università di Manchester, laureandosi nel 1975. Rimanendo a Manchester, ottenne il dottorato di ricerca nel 1981, con la tesi sugli arcieri cretesi.  Sekunda pubblicò articoli di giornale negli anni '80 e '90, sebbene lavorasse anche nell'industria, settore dell'elettronica. Ritornò al mondo accademico nel 1997 per lavorare presso l'Istituto di archeologia ed etnologia dell'Accademia polacca delle scienze a Varsavia. La sua abilitazione nel 2002 fu sempre presso l'Istituto di archeologia; il lavoro fu pubblicato in forma di libro come Hellenistic Infantry Reforms of the 160's BC. Successivamente ottenne l'incarico di professore associato presso l'Università di Danzica e divenne professore ordinario nel 2015.
Sekunda ha partecipato a vari scavi archeologici nel Regno Unito, Polonia, Iran, Grecia, Siria e Giordania.  Ha anche partecipato al progetto di ricerca "Ancient Persian Warfare" col British Institute of Persian Studies. È stato condirettore degli scavi, con Goran Sanev del Museo archeologico di Skopje, a Negotino Gradište nella Macedonia del Nord, un progetto congiunto polacco-macedone iniziato nel 2009.
Nel 2023 è stato pubblicato un Festschrift per il suo 70° compleanno, Καθηγητής: Studies in Ancient History, Warfare and Art Presented to Nick Sekunda on his Seventieth Birthday, contenente vari saggi e articoli.

## Opere
Libri
- (EN) Nicholas Sekunda, The Ancient Greeks, Osprey, 1986, ISBN 9780850456868.
- (EN) Nicholas Sekunda, The Persian Army 560-330 BC, Osprey, 1992, ISBN 9781855322509.
- (EN) Nicholas Sekunda e Simon Northwood, Early Roman Armies, Osprey, 1995, ISBN 9781855325135.
- (EN) Nicholas Sekunda, Republican Roman Army 200-104 BC, Osprey, 1996, ISBN 9781855325982.
- (EN) Nicholas Sekunda, The Spartan Army, Osprey, 1998, ISBN 9781855326590.
- (EN) Nicholas Sekunda, Warriors of Ancient Greece, Osprey, 1999, ISBN 9781855329362.
- (EN) Nicholas Sekunda, Caesar's Legions: The Roman Soldier 753 BC to 117 AD, Osprey, 2000, ISBN 9781841760445.
- (EN) Nicholas Sekunda, Greek Hoplite: 480-323 BC, Osprey, 2000, ISBN 9781855328679.
- (EN) Nicholas Sekunda, The Spartans, Osprey, 2000, ISBN 9781855329485.
- (EN) Nicholas Sekunda, Marathon 490 BC: The First Persian Invasion of Greece, Osprey, 2002, ISBN 9781841760001.
  -  Nicholas Sekunda, Maratona 490 a.C., Gorizia, LEG, 2013, ISBN 978-88-6102-191-4.
- (EN) Nicholas Sekunda e John Warry, Alexander the Great, Osprey, 2004, ISBN 9781841768939.
- (EN) Nicholas Sekunda, Hellenistic Infantry Reform in the 160's BC, David Brown Book Company, 2006, ISBN 9788389786838.
- (EN) Nicholas Sekunda, Macedonian Armies after Alexander 323-168 BC, Osprey, 2012, ISBN 9781849087148.
- (EN) Nicholas Sekunda, Macedonian Military Imperialism, Taylor & Francis Group, 2013, ISBN 9781857285680.

Articoli
- (EN) Hoplite Shield Devices (archiviato dall'url originale il 7 aprile 2013) (2000)
- (EN) Greek swords and swordmanship (archiviato dall'url originale il 19 ottobre 2014) (2001)
- (EN) Greek military cuisine (archiviato dall'url originale il 7 aprile 2013) (2002)